# 葵ぶるま
葵 ぶるま（あおい ぶるま、1989年12月17日 - ）は、日本の元AV女優。埼玉県出身。

## 略歴
- 2009年1月に「新人」にてマキシング専属女優としてAVデビュー。
- 2009年10月にMOODYZに移籍。
- 2010年1月に専属を離れ企画単体女優になる。

## 人物
異なるプロフィールがいくつかある。
- 「新人 葵ぶるま」（2009年）のケース裏面のプロフィールでは、B:92・W:60・H:83としている[2]。
- XCITYプロフィールでは、B:92・W:61・H:86としている[3]。

趣味:TVゲーム。
特技:ピアノ。

## 作品

### アダルトビデオ（撮りおろし）
2009年
- 新人 葵ぶるま（1月16日、マキシング）※デビュー作
- 最っ高に可愛い美少女ぶるまとコスプレ FUCK（2月16日、マキシング）
- 私立巨乳学園物語 ぶるまと楽しもっ♪おっぱいと夢の制服姿（3月16日、マキシング）
- 女子大生ぶるまの妄想エロ日記。（4月16日、マキシング）
- ムチムチッ! 巨乳だけでイイ!（5月16日、マキシング）
- 舐めデレ!ぶるまのベロベロSEX☆（6月16日、マキシング）
- OFF REC 葵ぶるま 密着36時間！初めてのレズ・野外露出・青姦・大量ぶっかけ乱交（7月16日、マキシング）
- 隣のぶるまちゃん（8月13日、マキシング）
- MOODYZ SEX SPECIAL 葵ぶるま（10月1日、MOODYZ）
- お漏らし羞恥女子校生 葵ぶるま（11月1日、MOODYZ）
- 街で噂の巨乳ナースはスキだらけのボインちゃん。（12月1日、MOODYZ）

2010年
- 20コスプレFUCK 葵ぶるま（1月1日、MOODYZ）
- ハメられたお嬢様 02（1月13日、FULL SAIL）
- 素人猥写 二十三人目…エロいが男慣れしてないウブな女子大生。（2月10日、プレステージ）
- 萌えあがる募集若妻 淫らに狂い出す身売り若妻 138（3月19日、プレステージ）
- Campus Girl Collection 葵ぶるま（3月26日、おかず。）
- オレの妹とヤラないか? 2〜兄妹ジェラシーエロドラマ〜（4月1日、グローリークエスト）
- 家庭教師あおい先生の中出し授業（4月7日、BeFree）
- スク水H 11（4月9日、クリスタル映像）
- 妹の爆乳は一見にしかず 23 Gカップ92cm まこ（4月23日、チェリーズ）
- ボイン大好きしょう太くんのHなイタズラ 葵ぶるまの都会のお姉さん編（5月6日、グローリークエスト）
- 記録 08 あおい（5月21日、ゴーゴーズ）
- 葵ぶるまのソープしちゃうぞ（5月28日、クリスタル映像）
- BU●RU●MA Lovely G-cup（6月11日、クリスタル映像）
- In your room 12（6月18日、ゴーゴーズ）
- INSTANT LOVE 22（8月13日、クリスタル映像）
- やり部屋 瑠美（21歳）大学3年生（8月20日、S級素人）※「瑠美」名義
- 恋夜【ren-ya】夜 第三十四章（8月24日、ONE MORE）
- ギャルフェラチオ 2（8月27日、クリスタル映像）
- 爆乳女子校生 〜私達に犯させて〜 恵けい 葵ぶるま 西村ニーナ（9月7日、OPPAI）全3名
- JKブルマ 4（9月10日、クリスタル映像）
- 若妻不倫温泉 16（9月17日、S級素人）
- 恋花火 01（9月22日、プレステージ/ONE MORE）
- NON STOP ORGASM ポルチオエンドルフィン 葵ぶるま 絶頂開花（10月22日、クリスタル映像）
- 記録 record:08（10月29日、ゴーゴーズ）
- 葵ぶるま お貸しします。（11月19日、クリスタル映像）

2011年
- 巨乳女子校生が僕の家にお泊り エリカ（1月17日、OPPAI）※「エリカ」名義
- カラダを売る女子校生ナマ中出し 02 葵ぶるま（1月28日、青空ソフト）

### アダルトビデオ（編集もの、BESTもの　ほか）
2009年
- MAXING半期ベスト完全保存版 5（5月1日、マキシング）全17名
- MAXING GIRLS COLLECTION この顔射がスゴイ！（7月16日、マキシング）全15名
- MAXING GIRLS COLLECTION このぷるるん美乳がたまらない！（9月16日、マキシング）全15名
- MAXING女優をイカセまくり！！ 本気（マジ）イキコレクション8時間（9月16日、マキシング）全40名
- 葵ぶるま the Best（11月16日、マキシング）※「新人 葵ぶるま」「最っ高に可愛い美少女ぶるまとコスプレFUCK」「私立巨乳学園物語」を収録

2010年
- コキコキMix 8時間 2（1月16日、マキシング）全43名
- MAXING GIRLS COLLECTION この巨乳がスゴイ！（2月16日、マキシング）全15名
- コスプレ100人100着8時間（3月1日、ムーディーズ）全100名
- MOODYZ2009年デビュー全員集合4時間（3月13日、ムーディーズ）全17名
- MAXINGガールズコレクター2009（3月16日、マキシング）全28名
- 何度も潮吹きしながらイキまくる女のSEX4時間（4月13日、ムーディーズ）全20名
- 女教師100人8時間（5月1日、ムーディーズ）全100名
- 拘束×四時間（5月1日、ムーディーズ）全30名
- 四つん這いバック80人4時間（5月1日、ムーディーズ）全80名
- マン汁垂れ流しつゆだくオナニー4時間（6月1日、ムーディーズ）全31名
- 「一度知ったら止められない！お嬢様育ちのインテリ美人（秘書／教師／女医）は住む世界の違う女に飢えた格差チ○ポにヤられても拒めない」 VOL.2（6月24日、DANDY）全5名
- 白衣の天使の献身看護4時間（7月1日、ムーディーズ）全23名
- 超美巨乳王様ゲーム（7月8日、SODクリエイト）全5名
- OFF REC（オフレコ）8時間 DX（7月16日、マキシング）全8名
- くびれBOIN4時間（8月1日、ムーディーズ）全42名
- 毎朝、通勤でみかける可愛い女子高生グループを痴漢で感じさせて下さい（8月5日、ナチュラルハイ）全4名
- 内定下さい!! 葵ぶるま 直嶋あい 朝香涼（8月20日、ケイ・エム・プロデュース）全3名
- 図書館で可愛い女子校生に心を奪われたら…僕の身体も奪われた（8月24日、SODクリエイト）全3名
- ギャルフェラチオ 2（8月27日、クリスタル映像）全16名
- されるがまま！この痴女責めがスゴい！（9月16日、マキシング）全14名
- カリスマアイドル対抗！！ ガチフェラ早出しバトル！ 4（11月12日、レアルワークス）全15名
- 接客中に顔を紅潮させながら感じまくるバイト娘 ～ラーメン屋、クリーニング店、洋服屋、ガソリンスタンド～（11月25日、ナチュラルハイ）全4名
- e-kiss THE BEST 8時間 2 月野りさ 雪見紗弥 つぼみ 葵ぶるま 成瀬心美 ほか（11月27日、クリスタル映像）※50タイトルを編集
- 決壊アクメ！潮吹き100人4時間（12月1日、ムーディーズ）全100名
- 中出し家庭教師BEST！！4時間！！ 「ねぇ家庭教師たちの中にいっぱい出して」（12月7日、BeFree）全5名
- 巨乳ロリータ中出し強姦（12月10日、トータル・メディア・エージェンシー）全6名
- このパイズリがたまらない！（12月16日、マキシング）全18名
- この湯けむり美女がたまらない！（12月16日、マキシング）全12名
- AV Girl 超人気AVアイドル7人の可愛いH（12月17日、クリスタル映像）全7名
- 「DANDY特別版 日本中を勃起させたあの女教師 / 女子○生 / 美淑女 / 専業主婦は今!?もう一度逢ってヤられたい!」VOL.1（12月23日、DANDY）全5名

2011年
- ロリータスパッツ MANIAX（1月14日、トータル・メディア・エージェンシー）全6名
- 葵ぶるま DUAL BOX 8時間（1月16日、マキシング）
- スーツで○りまくる美女たちが凄い！（1月16日、マキシング）全15名
- 着衣パイズリ（1月19日、OPPAI）全12名
- S-Cute Bookmark 07 制服×巨乳（2月1日、S-Cute）全4名
- 家庭教師BEST プライベートSEX編！！ 2（2月7日、BeFree）全10名
- 葵ぶるま 8時間 SPECIAL COLLECTION（2月11日、クリスタル映像）※「スク水H 11」「葵ぶるまのソープしちゃうぞ」「BU RU MA Lovely G-cup」「INSTANT LOVE 22」を収録
- MAXINGデビューの初心セックス（2月16日、マキシング）全4名
- このハメ撮りがスゴイ！（2月16日、マキシング）全20名
- うなじコキ（3月1日、Fetishist）全12名
- 射精直前の気持ち良いピストン103連発（3月1日、ムーディーズ）多数出演
- 巨乳素人大図鑑 完全保存版（3月25日、青空ソフト）全12名
- 制服美少女31人が毎日毎日SEXしまくり4時間（4月13日、ムーディーズ）全31名
- このナースがたまらない！ 2（4月16日、マキシング）全15名
- スク水H THE BEST 2（4月22日、クリスタル映像）全9名
- INSTANT LOVE THE BEST 3（4月22日、クリスタル映像）全8名
- S-Cute Bookmark 12 快感の目覚め（5月1日、S-Cute）全4名
- 巨乳でしかも美形女優のパイズリ101連射（5月1日、ムーディーズ）全100名
- コスプレ足コキ（5月13日、トータル・メディア・エージェンシー）全12名
- 高速ピストン絶頂231連発 2枚組8時間（5月13日、トータル・メディア・エージェンシー）多数出演
- イイ女たちの美しきレズPLAY DUAL BOX 8時間（5月16日、マキシング）全14名
- コスパーティー48通り480分（5月19日、ROOKIE）全48名
- NON STOP ORGASM ポルチオエンドルフィン THE BEST 2（5月27日、クリスタル映像）全8名
- ソープしちゃうぞ THE BEST 2（5月27日、クリスタル映像）全8名
- ロリ巨乳 HYPER BEST HD＋DVD（6月10日、トータル・メディア・エージェンシー）全14名
- 爆乳ガールズコレクション THE BEST（6月24日、クリスタル映像）全9名
- スーパー極上ボディ DUAL BOX 8時間（7月16日、マキシング）全30名
- 初絡み 新人 debuted with MAXING（7月22日、マキシング）全12名
- JKブルマ THE BEST（7月23日、クリスタル映像）全6名
- 射精直前の気持ち良いピストン103連発 第2弾（8月1日、ムーディーズ）多数出演
- 若妻セブン もっと私たちを感じさせてください。 08（8月2日、ギャロップ）全7名
- フェラチオ大好き素人娘BEST!!2 50タイトル 480分!!（8月7日、BeFree）多数出演
- うしろから女子校生 2枚組8時間（8月12日、トータル・メディア・エージェンシー）全158名
- 巨乳素人中出し援交 4時間（8月26日、トータル・メディア・エージェンシー）全14名
- 中出し家庭教師 フルコンプリートBEST!! あずみ恋・葵ぶるま・星崎アンリ 他（9月7日、BeFree）全14名
- 150人の巨乳娘がまたがってしてあげる 2枚組8時間（9月9日、トータル・メディア・エージェンシー）全150名
- e-kiss THE BEST 8時間 3 仁科百華 成瀬心美 月野りさ 葵ぶるま 他（9月9日、クリスタル映像）※e-kissレーベルの50タイトルを厳選編集
- 激バック100人8時間（9月13日、トータル・メディア・エージェンシー）全100名
- 祝4周年記念 THE BEST OF BeFree Vol.2 48タイトル 8時間！！（10月7日、BeFree）多数出演
- 女子校生制服コレクション（10月16日、マキシング）全12名
- MAXING 5周年アニバーサリー100人5時間スペシャル！（10月16日、マキシング）全100名
- VERY BEST OF おかず。12 8時間 SPECIAL（10月28日、おかず。）全20名
- 美少女ブルマ愛好会（11月16日、マキシング）全13名
- お貸しします。 THE Best 2（11月18日、クリスタル映像）全8名
- ハレンチ痴療！ ナース80人16時間（11月19日、ROOKIE）全80名
- 巨乳×爆乳GP 8時間 DX 3（12月2日、クリスタル映像）全50名
- 清純ナースが看護精神でしてしまう卑猥行為4時間（12月13日、ムーディーズ）全35名
- 美女たちとのお風呂名場面集 4時間BESTセレクション（12月15日、グローリークエスト）全18名
- べろべろ舐めなめ濃厚前戯セックス（12月16日、マキシング）全13名
- 気持ち良すぎて思わず失禁潮吹き4時間（12月22日、ムーディーズ）全69名
- NAMANAKA GALS 19 長澤あずさ 葵ぶるま 鈴木さとみ（12月23日、ピエロ）全3名

2012年
- 究極のパイズリ すんごい挟射4時間（1月1日、ムーディーズ）全14名
- 男の夢が今ここに! 極楽パイズリ天国（1月16日、マキシング）全18名
- 実用的オナニー専用3分間素材集×80名（2月13日、ムーディーズ）全80名
- 巨乳＆爆乳 8時間48人（2月16日、マキシング）全48名
- 女子校生とヤリたい！ 制服美少女80人16時間（3月19日、ROOKIE）全80名
- 女子校生狩り HYPER BEST 2枚組8時間（4月13日、トータル・メディア・エージェンシー）全20名
- アナタ専用 ご奉仕メイド倶楽部（4月16日、マキシング）全15名
- 嘔吐寸前！悶絶イラマチオ（4月16日、マキシング）全40名
- フィニッシュ寸前の超気持ち良いSEX 307連発 第2弾（4月19日、ROOKIE）全307名
- 1年365通りの日替わりフェラチオ 16時間（5月1日、ムーディーズ）多数出演
- 女子校生 HYPER BEST HD 8時間（5月11日、トータル・メディア・エージェンシー）全18名
- 羞恥お漏らし4時間（5月13日、ムーディーズ）全22名
- これは抜ける! トップ女優限定!! 厳選鉄板コスプレ50人5時間（5月23日、マキシング）全50名
- 潮吹きFUCK 8時間 DX（6月15日、クリスタル映像）全30名
- 一人で盛り上がるオナニー全力投球！！（6月16日、マキシング）全50名
- 46人のニーソックス足コキ2枚組8時間（7月1日、Fetishist）全46名
- 【AV30】マキシング5周年記念スーパーベスト歴代女優売上TOP100 どーんと8時間全て高画質で見せちゃいます。（7月13日、マキシング）全100名
- 【AV30】S-Cute 制服娘コレクション 8時間（7月13日、S-Cute）全16名
- めり込む肉棒！ガン突きされる子宮！デカチン串刺しFUCK（7月16日、マキシング）全25名
- 日本の夏。しっぽりイッパツ浴衣美人（7月16日、マキシング）全20名
- 爆乳アングルフェラチオ4時間（8月1日、ムーディーズ）全72名
- 本気でイクための真剣オナニー 4時間（8月13日、ムーディーズ）全25名
- お漏らしが止まらない！気持ちよすぎる失禁・羞恥お漏らし200人16時間（8月19日、ROOKIE）全200名
- 爆乳パイズリ 4時間（9月1日、Fetishist）全84名
- 気持ち良いピストンと射精直後のじっくり長時間お掃除フェラ 107連発（9月13日、ムーディーズ）全107名
- スクール水着 ファン倶楽部（9月16日、マキシング）全14名
- どロリ 2（9月19日、ROOKIE）全100名
- 女の子は絶頂する瞬間が一番気持ち良い！ イクイクSEX盛り合わせ16時間（9月19日、ROOKIE）全200名
- 巨乳×爆乳 ソープ 8時間 DX（10月5日、クリスタル映像）全30名
- 逃げろ！隠れろ！！公共の場所で極限スリルの露出SEX！（10月16日、マキシング）全30名
- 東洋一のクビレ美女4時間 2（11月13日、E-BODY）全26名
- このお掃除フェラがスゴい！ 3（11月16日、マキシング）全30名
- セックスに参加しない第三者がいる空間での性行為にいつもと全く違う反応でマン汁垂れ流して感じてしまう私｡ BEST（12月1日、	ムーディーズ）全27名
- 癒しのオッパイお見せします。 1（12月11日、プレステージ）全7名
- 怒涛の肉感！極上BODYとボディコンピタコス4時間スペシャル！（12月13日、ムーディーズ）全15名
- MEGA Re-MiX 巨乳女 お貸しします。16時間（12月21日、クリスタル映像）全8名
- この女子校生とハメ撮ります。 制服JK16名との性交映像8時間。（12月21日、クリスタル映像）全16名
- スク水50人 8時間 DX（12月22日、クリスタル映像）全50名

2013年
- ボイン大好きしょう太くんのHなイタズラ BEST セレクション（2月7日、グローリークエスト）全12名
- ツインテール美少女 8時間（2月8日、クリスタル映像）全30名
- ぽっちゃり豊満マーケット 24本番（2月16日、マキシング）全11名
- 高画質×ガチンコ全裸FUCK TOP50 10時間（2月16日、マキシング）全50名
- 厳選！爆乳騎乗位アングル4時間（2月19日、OPPAI）全59名
- ツインテール美少女 8時間（2月23日、クリスタル映像）全30名
- 美尻にぶち込むスーパーバック100本番10時間（3月16日、マキシング）全100名
- 爆乳鷲掴み激SEX4時間（4月19日、OPPAI）全40名
- 巨乳女子校生 8時間 DX（4月26日、クリスタル映像）全24名
- 極太挿入祭 40本の巨根、8時間。（5月1日、ムーディーズ）全40名
- ヌルテカ絶品ボディ（5月1日、ムーディーズ）全25名
- 崩壊するまでイカセまくる絶頂アクメ8時間（5月13日、ムーディーズ）全100名以上
- 高画質×激レア コスプレ TOP50 10時間（5月16日、マキシング）全50名
- ノーハンドフェラチオ4時間（6月13日、ムーディーズ）全80名以上
- 逃げろ！隠れろ！！野外で極限スリルの露出SEX！（6月16日、マキシング）全24名
- 僕のイク瞬間を見てて欲しいです…チ○ポを美女に見られながら射精100発 彩城ゆりな 愛乃なみ 里美ゆりあ めぐり 葵ぶるま 他（7月1日、ムーディーズ）全100名
- 制服美少女50人の放課後白書（7月16日、マキシング）全50名
- ロリBOIN8時間（7月19日、OPPAI）全21名
- 「超」本気（マジ）イキコレクション8時間 vol.2（8月16日、マキシング）全40名
- S級美巨乳8時間（8月19日、OPPAI）全22名
- 高画質生中出し100連発16時間（8月19日、ROOKIE]）全100名
- スポコス美少女(秘)体育祭！！23種目×炎の三十番勝負！（9月16日、マキシング）全20名
- 高画質×ローション＆オイルFUCK 45本番10時間（9月16日、マキシング）全45名
- 巨乳ハーレム 8時間（9月19日、OPPAI）全49名
- 子宮ガン突きスーパー騎乗位 100本番 10時間（10月16日、マキシング）全100名
- 部活エッチ 4時間 ブルマ編（11月13日、BACK DROP）全11名
- NON STOP フェラチオ ギガMIX 8時間（11月16日、マキシング）全80名
- みんな大好き 萌えコスブルマ5時間（11月16日、マキシング）全40名
- 大きなおっぱいと極上パイズリ特濃挟射8時間（11月19日、OPPAI）全50名
- 巨乳×爆乳 美女8時間DX（11月22日、クリスタル映像）全30名
- スク水 H EX ツインテール編（12月6日、クリスタル映像）全20名
- 萌え萌えメイド 愛らぶせっくす（12月16日、マキシング）全25名

2014年
- 女子校生 50人50SEX 8時間（1月1日、ムーディーズ）全50名
- 高画質×色白むっちり極エロBODY 50本番10時間（1月16日、マキシング）全50名
- AV女優 お貸しします。8時間 コスプレ編（2月7日、クリスタル映像）全15名
- 巨乳限定！立ちバック100人8時間（2月13日、ムーディーズ）全100名
- 熱烈巨乳爆乳おっぱい天国5時間（2月16日、マキシング）全30名
- 爆乳女に中出し 8時間（2月19日、OPPAI）全35名
- 女のコの方が多い夢の様なハーレム乱交16時間（3月19日、ROOKIE）全88名
- 女子校生とヤリたい！ 制服美少女143人16時間 Vol.2（3月19日、ROOKIE）全143名
- 男なら一度はヤッてみたい細身巨乳スタイルBEST 50人4時間（3月19日、OPPAI）全50名
- 巨乳ナースパイズリ盛り沢山8時間（5月1日、ムーディーズ）全10名
- 一人で盛り上がるオナニー全力投球！！3（5月16日、マキシング）全50名
- 高画質 発射寸前の気持ち良すぎるパイズリ16時間（5月19日、ROOKIE）全100名以上
- MAXINGナースの楽園 10時間コンプリート（7月16日、マキシング）全60名
- スーパー大乱交100本番10時間（7月16日、マキシング）全100名
- BEST OF ポルチオエンドルフィン 大悶絶8時間（8月8日、クリスタル映像）全20名
- 部活エッチ 4時間 ブルマ編 2（8月13日、BACK DROP）全10名
- デカチ○コが隠れるほどの巨乳パイズリで膣挿入よりも気持ちいい発射4時間（8月19日、OPPAI）全27名
- クリスタルソープへようこそ◆ 〜最高に気持ちのいい8時間〜（9月5日、クリスタル映像）全30名
- 柔らか巨乳での挟射は膣挿入以上の快感！！射精直前の気持ちいいパイズリ100連発！！（9月13日、OPPAI）全80名以上
- ドシャ降りズブ濡れ汁まみれ ドロリとしたたるイイ女スペシャル（9月16日、マキシング）全20名
- 逃げろ！隠れろ！！野外で極限スリルの露出SEX！パート2（9月16日、マキシング）全24名
- 柔らか巨乳での挟射は膣挿入以上の快感！！射精直前の気持ちいいパイズリ100連発！！（9月19日、OPPAI）全80名以上
- 顔面騎乗位でマ○コを擦りつけるどスケベ女たち！50人4時間（11月13日、ムーディーズ）全50名
- ニンフォマニア 誰とでもヤる女たち（11月16日、マキシング）全25名
- NON STOP FUCKING！！美女100人の100連続FUCK8時間（12月5日、クリスタル映像）全100名
- 美脚美女27人 足コキスペシャル4時間（12月16日、マキシング）全27名

2015年
- 「超」本気（マジ）イキコレクション8時間 vol.3（1月16日、マキシング）全40名
- 放っておくなんてもったいない！！巨乳を愛撫しながらのSEX51人8時間（1月19日、OPPAI）全51名
- NON STOP FUCKING！！巨乳100人の100連続FUCK8時間（1月23日、クリスタル映像）全30名
- 1人で勝手にイキまくる！孤高のオナニスト30人4時間（2月16日、マキシング）全100名
- That’s 巨乳エンターテインメント 10時間（2月16日、マキシング）全55名
- ねっとり丁寧なおもてなし！しゃぶり尽くす女スペシャル お掃除フェラ 10時間（3月16日、マキシング）全80名
- NON STOP FUCKING!! 女子校生100人の100連続FUCK8時間 あずみ恋 月野りさ 成瀬心美 有村千佳 葵ぶるま 他（4月17日、クリスタル映像）全100名
- JKブルマ 大総集編 8時間14ブルマ！！（5月22日、クリスタル映像）全14名
- たわわな美おっぱい（7月1日、S-Cute）全5名
- デカ尻で顔面騎乗！！強制クンニベスト（7月13日、ムーディーズ）全35名
- 高画質×色白むっちり極エロBODY 50本番10時間 vol.2（7月23日、マキシング）全50名
- 全身痙攣!ぶっ飛ぶ理性!絶頂マジイキMAX50連発!!イカセのアクメ・ロード 5時間（9月16日、マキシング）全50名
- 幼さの残る20名のスク水美少女 8時間（9月18日、クリスタル映像）全20名
- ドコを見てもおっぱいだらけ 巨乳ハーレム8時間（10月19日、OPPAI）全40名

2016年
- ハラハラドキドキ！羞恥心と快楽が入り交じる野外プレイ 30人5時間（2月16日、マキシング）全30名
- めちゃシコ！パイズリ50連発！！ようこそドぴゅ～ろランド（6月16日、マキシング）全50名
- オナニー超全力投球！！！ 10時間SPECIAL（6月16日、マキシング）全100名
- 高画質×ガンガン突き上げ女を狂わす最強体位!駅弁FUCK 50連発 10時間（7月16日、マキシング）全42名
- 寄ってたかって大乱交！おクチとマ●コに激ピストン！串刺しFUCK100本番10時間（8月16日、マキシング）全100名
- スペシャルベスト・オブ・マキシング 10時間2枚組（10月16日、マキシング）※全83タイトルを編集
- 制服×ブルマ×スク水×チアガール 8時間女子校生スペシャル40連発！！（12月2日、クリスタル映像）全40名

2017年
- 高画質×目線がっちりキープの主観プレイ 4時間（2月16日、マキシング）全20名
- フェラチオパレード Part1 33人23発射! おクチでザーメンをズッパ抜く（4月13日、Freja）全33名

2020年
- クリスタル映像35周年記念 スク水H 30人8時間スペシャル（9月25日、クリスタル映像）全30名

2021年
- クリスタル映像35周年記念 INSTANT LOVE コレクション 30人8時間スペシャル（2月5日、クリスタル映像）全30名

発売年不明
- THE GEREATEST HITS 中出し女子校生4時間（トータル・メディア・エージェンシー ATM-006）全15名

### ネット配信
- S-Cute #196 Buruma (20) 葵ぶるま（2010年5月14日、S-Cute）
- S-Cute Short No.351 BURUMA 20歳（2010年7月7日、S-Cute）
- S-Cute 7th No.53 BURUMA 20歳（2010年7月16日、S-Cute）
- S-Cute Short No.378 BURUMA 21歳（2011年1月1日、S-Cute）

### アダルトビデオ（無修正）
- ポルノスターハンタープールプル Gカップ 葵ぶるま（2011年1月14日、カリビアンコム）
- キャットウォーク ポイズン 36 葵ぶるま（2011年1月31日、キャットウォーク）
- 僕と妹の禁断ロマンス 葵ぶるま（2011年2月24日、スーパーモデルメディア）
- にこにこ＋ぷるぷるボディ 葵ぶるま（2011年6月10日、カリビアンコム）
- 妄想癖ぶるま 前編 葵ぶるま（2011年7月5日、カリビアンコム）
- 妄想癖ぶるま 後編 葵ぶるま（2011年8月9日、カリビアンコム）
- 禁断の告白（2011年10月6日、一本道）
- ぶるまは最後までイきまくります！（2011年11月22日、一本道）
- KIRARI 25 ～Girl x Girl～ 葵ぶるま 上条めぐ（2012年7月13日、ムゲンエンターテインメント）

## 出演

### テレビ
- 吉沢明歩×○○（2009年4月17日、エンタ!371）[4]